# Équipe de Suisse de football en 1949
Cet article présente les résultats de l'équipe de Suisse de football lors de l'année 1946. En mai et juin, elle rencontre pour la première fois les équipes du Pays de Galles et du Luxembourg.

## Bilan
|           | Nombre de matchs | Victoires | Défaites | Matchs nuls | Buts marqués | Buts encaissés |
| Domicile  | 3                | 2         | 1        | 0           | 10           | 4              |
| Extérieur | 3                | 1         | 2        | 0           | 5            | 9              |
| Neutre    | 0                | 0         | 0        | 0           | 0            | 0              |
| Total     | 6                | 3         | 3        | 0           | 15           | 13             |

## Matchs et résultats
| Coupe internationale européenne 1948-1953 | Suisse     | 1 - 2   | Autriche        | La Pontaise, Lausanne                        |                                              |
| 3 avril 1949 · Historique des rencontres  | Bickel 88e | (0 - 1) | 15e 81e Habitzl | Spectateurs : 32 000 Arbitrage : Victor Sdez | Spectateurs : 32 000 Arbitrage : Victor Sdez |
| 3 avril 1949 · Historique des rencontres  | Rapport    |         |                 | Spectateurs : 32 000 Arbitrage : Victor Sdez | Spectateurs : 32 000 Arbitrage : Victor Sdez |

| Match amical                            | Suisse                                      | 4 - 0   | Pays de Galles | Wankdorf, Berne                                |                                                |
| 26 mai 1949 · Historique des rencontres | Fatton 33e 62e · Ballaman 75e · Pasteur 86e | (1 - 0) |                | Spectateurs : 18 000 Arbitrage : Alois Beranek | Spectateurs : 18 000 Arbitrage : Alois Beranek |
| 26 mai 1949 · Historique des rencontres | Rapport                                     |         |                | Spectateurs : 18 000 Arbitrage : Alois Beranek | Spectateurs : 18 000 Arbitrage : Alois Beranek |

| Match amical                            | France                                        | 4 - 2   | Suisse                | Stade olympique Yves-du-Manoir, Paris          |                                                |
| 4 juin 1949 · Historique des rencontres | Baillot 26e · Grumellon 30e · Baratte 50e 84e | (2 - 0) | 73e 74e (pen.) Fatton | Spectateurs : 33 474 Arbitrage : George Reader | Spectateurs : 33 474 Arbitrage : George Reader |
| 4 juin 1949 · Historique des rencontres | Rapport                                       |         |                       | Spectateurs : 33 474 Arbitrage : George Reader | Spectateurs : 33 474 Arbitrage : George Reader |

| Éliminatoires de la Coupe du monde 1950 - Match aller | Suisse                                                     | 5 - 2   | Luxembourg             | Hardturm, Zurich                                   |                                                    |
| 26 juin 1949 · Historique des rencontres              | Maillard 20e · Fatton 30e 41e · Ballaman 48e · Antenen 59e | (3 - 1) | 3e Wagner · 88e Reuter | Spectateurs : 15 000 Arbitrage : Charles Delasalle | Spectateurs : 15 000 Arbitrage : Charles Delasalle |
| 26 juin 1949 · Historique des rencontres              | Rapport                                                    |         |                        | Spectateurs : 15 000 Arbitrage : Charles Delasalle | Spectateurs : 15 000 Arbitrage : Charles Delasalle |

| Éliminatoires de la Coupe du monde 1950 - Match retour | Luxembourg              | 2 - 3   | Suisse                                        | Stade municipal, Luxembourg                    |                                                |
| 18 septembre 1949 · Historique des rencontres          | Müller 38e · Kremer 45e | (2 - 1) | 1re Maillard · 59e Oberer · 75e (pen.) Fatton | Spectateurs : 8 000 Arbitrage : Pierre Theunen | Spectateurs : 8 000 Arbitrage : Pierre Theunen |
| 18 septembre 1949 · Historique des rencontres          | Rapport                 |         |                                               | Spectateurs : 8 000 Arbitrage : Pierre Theunen | Spectateurs : 8 000 Arbitrage : Pierre Theunen |

| Match amical                               | Belgique                         | 3 - 0   | Suisse | Heysel, Bruxelles                                 |                                                   |
| 2 octobre 1949 · Historique des rencontres | Verbruggen 61e 68e · Mermans 71e | (0 - 0) |        | Spectateurs : 50 000 Arbitrage : Johan Bronkhorst | Spectateurs : 50 000 Arbitrage : Johan Bronkhorst |
| 2 octobre 1949 · Historique des rencontres | Rapport                          |         |        | Spectateurs : 50 000 Arbitrage : Johan Bronkhorst | Spectateurs : 50 000 Arbitrage : Johan Bronkhorst |